# 1959年10月2日の日食

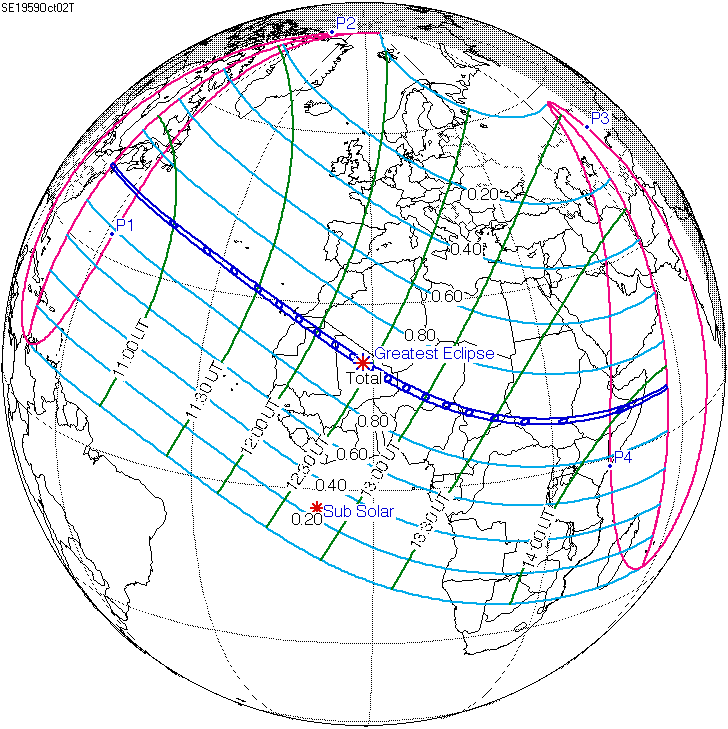

1959年10月2日の日食は、1959年10月2日に観測された日食である。アメリカ、スペイン領カナリア諸島、モロッコ、スペイン領サハラ、フランス領モーリタニア、マリ連邦、フランス領ニジェール、イギリス領ナイジェリア、イギリス領カメルーン、フランス領カメルーン、フランス領チャド、フランス領中央アフリカ、スーダン、エチオピア帝国、イタリア信託統治領ソマリアで皆既日食が観測され、ヨーロッパのほとんど、アフリカのほとんど及び以上の地域の周辺の一部で部分日食が観測された。

## 通過した地域
皆既帯が通過した、皆既日食が見えた地域はアメリカ北東部のマサチューセッツ州北東部とニューハンプシャー州南端の小さい部分、スペイン領カナリア諸島、モロッコ南西端のごく小さい部分、スペイン領サハラ（現在の西サハラ）北部（行政所在地、最大都市アイウンを含む）、モーリタニア植民地（現在のモーリタニア）北部、マリ連邦北東部（現在のマリ共和国に属する部分）、フランス領ニジェール（現在のニジェール）南部、イギリス領ナイジェリア北東部（現在のナイジェリアに属する）、イギリス領カメルーン最北端（現在ナイジェリアのボルノ州北東部）、フランス領カメルーン最北端（現在のカメルーン最北端）、フランス領チャド（現在のチャド）南部（行政所在地、現在首都ンジャメナになっているフォール・ラミを含む）、フランス領中央アフリカ（現在の中央アフリカ）北東部、スーダン南部（現在のスーダン南西端の小さい部分と南スーダン北部）、エチオピア帝国南部（現在のエチオピアに属する）、イタリア信託統治領ソマリア北部（現在のソマリアに属する）だった。
また、皆既日食が見えなくても、部分日食が見えた地域はカナダ東部、フランス領サンピエール島・ミクロン島、デンマーク領グリーンランド全部、アメリカ東部、イギリス領バミューダ諸島、カリブ海地域のほとんど（キューバ西部を除く）、南アメリカ北部沿岸、ヨーロッパのほとんど（北ヨーロッパ北東端とソ連のヨーロッパ部分の北東半分を除く）、アフリカのほとんど（南部を除く）、西アジア全部、パキスタン中西部、インド西端、アフガニスタンのほとんど（最東端を除く）、中央アジア中西部だった。

## 観測
アメリカ合衆国ニューイングランド地域の中心都市ボストンでは日が出たすぐ後皆既日食が始まった。雨のため、皆既日食が見えなく、皆既食の終わりの後空が顕著に明るくなった。雲の上に飛んでいる飛行機から日食を撮影し、ニューヨーク上空で多重露出した写真家がいた。偶然だが、ボストンで見える次の皆既日食は2079年5月1日で、同様に日が出たすぐ後である。オランダのユトレヒト大学とアムステルダム大学の観測隊はスペイン領カナリア諸島のフエルテベントゥラ島で観測した。フランスの経済学者・物理学者モーリス・アレは1954年6月30日と今回の皆既日食を観測する時重力が変動したことを発見した。後にアレ効果と命名された。